# Benjamin Glazer
Benjamin Glazer (n. 7 mai 1887, Belfast, Regatul Unit al Marii Britanii și Irlandei – d. 18 martie 1956, Hollywood, California, SUA) a fost un scenarist, producător și regizor de filme din americane în anii 1920 până în anii 1950. A făcut prima traducere a piesei Liliom a lui Ferenc Molnár în engleză în 1921. Traducerea sa a fost utilizată în producția originală de pe Broadway, în versiunea din 1930 și în fiecare producție în limba engleză a piesei până de curând. De asemenea, a servit ca bază pentru musicalul Caruselul lui Rodgers și Hammerstein, precum și pentru versiunea din 1956 al c[rui scenariu a fost scris de Phoebe și Henry Ephron.
Glazer s-a născut la Belfast, Irlanda, dintr-o familie de evrei maghiari. După ce s-a mutat în Statele Unite, a studiat la Facultatea de Drept a Universității din Pennsylvania și a intrat în barou în 1906.
Glazer a fost unul dintre membrii fondatori ai Academiei de Artă și Științele Filmului. Este cunoscut pentru scenariile unor filme pentru care a câștigat premiul Oscar 7th Heaven (1927) și Arise, My Love (1941). A fost co-scenarist în alte filme The Merry Widow, Flesh and the Devil, Mata Hari, Adio arme, We Not Dressing și Tortilla Flat.
Glazer a regizat, de asemenea, un singur film, Song of My Heart din 1948, o biografie extrem de ficționalizată a lui Ceaikovski.
Glazer a fost căsătorit cu actrița Sharon Lynn. A murit la Hollywood, la vârsta de 68 de ani, din cauza insuficienței circulatorii.